# Miroslav Konštanc Adam
Miroslav Konštanc Adam (* 2. srpna 1963 v Michalovcích) je slovenský katolický kněz, dominikán a profesor kanonického práva.
V letech 2001–2005 byl prvním provinciálem Slovenské provincie dominikánů.
V prosinci 2009 byl jmenován děkanem Fakulty kanonického práva Angelica, 26. března 2012 byl jmenován rektorem téže univerzity, kterým byl do 31. srpna 2016.
19. února 2014 jej papež František jmenoval poradcem Kongregace pro východní církve. 22. března 2016 byl papežem Františkem jmenován soudcem Tribunálu Římské roty.